# Укаша ибн Михсан
Укаша бин Мухсин бин Хартан бин Кайс Аль-Асади (араб. عُكاشة بن محصن بن حرثان بن قيس الأسدي‎; ум. 633, Хаиль) — сподвижник исламского пророка Мухаммеда и передатчик хадисов. Он был одним из свидетелей битвы при Бадре, одним из первых, кто принял ислам из мухаджиров. Он принял мученическую смерть в войнах с вероотступниками в битве при Бузахе.

## Биография
Он был предком Абда Шамса ибн Абда Манафа. Укаша был одним из первых, кто принял ислам. Укаша переселился в Ясриб и был свидетелем всех сражений Пророка Мухаммеда и хорошо проявил себя в битве при Бадре, пока его меч не сломался у него в руке. Пророк также использовал его в двух набегах: первый в месяц Раби аль-авваль 6 года по хиджре на племя Бану Асад с 40 людьми, и он взял добычу, не вступая в бой, и второй в месяц Раби аль-ахир 9 года по хиджре на земли Бану Удра и Бали. Пророк Мухаммед сообщил ему благую весть о том, что он будет среди тех, кто войдёт в Рай без всякого отчёта. 
После смерти пророка Мухаммеда большинство арабских племен отступили от ислама. Укаша присоединился к войнам с вероотступниками и был в армии Халида ибн аль-Валида, который отправился сражаться с Бану Асад. Когда Халид достиг Бузахи, он отправил Укашу ибн Мухсина и Сабита ибн Акрама на лошадях разведать информацию о Бану Асад. Они встретили Тулайху ибн Хувайлида и его брата Саламу ибн Хувайлида. Тулайха, его брат Укаша и Сабит были убиты незадолго до битвы при Бузахе, которая произошла в 11 году хиджры. Укаше было 45 лет, когда его убили. Он был одним из самых красивых мужчин. Он передал хадис от Пророка Мухаммеда, переданный Абу Хурайрой и Абдуллой ибн Аббасом. 

## Экспедиции
- Пророк Мухаммед отправил его в военный поход с сорока людьми в Аль-Гамр, источник воды для Бану Саад, в 6 году по хиджре. Они вернулись, не получив никакого урона[4].
- Пророк Мухаммед послал его с секретной миссией на землю Удра в месяце Раби аль-ахир в 9 году по хиджре, перед битвой при Табуке[7].

## Смерть
Он был убит в битве с вероотступниками во время правления Первого праведного халифа Абу Бакра ас-Сиддика в 11 году по хиджре. Он был убит Тулайхой ибн Хувайлидом аль-Асади, который утверждал, что является пророком. Он и Сабит бин Акрам были убиты в день битвы при Бузахе. Халид бин аль-Валид снарядил для него Сабита бин Акрама аль-Ансари аль-Аджлани в качестве авангарда на двух лошадях. Тулайха схватил их и убил. Саид бин Мухаммад бин Аби Зайд передал со слов Исы бин Умайлы аль-Фазари со слов его отца, который сказал: «Халид бин аль-Валид вышел к людям, чтобы остановить их в вероотступничестве. Всякий раз, когда он слышал призыв к молитве, он останавливался, а если он не слышал призыва к молитве, он нападал». Когда Халид приблизился к Тулайхе и его спутникам, он послал Укашу бин Мухсина и Сабита бин Акрама в качестве авангарда впереди себя, чтобы принести ему новости. Это были двое всадников: Укаша на коне по имени Ар-Раззам и Сабит на коне по имени Аль-Мухаббир. Они встретили Тулайху и его брата Саламу ибн Хувайлида, которые были авангардом для тех, кто шёл позади них. Тулайха отвёл Укашу в сторону, а Салама отвёл в сторону Сабита. Вскоре Салама убил Сабита ибн Акрама. Тулайха крикнула Саламе: «Помоги мне с этим человеком, ибо он мой убийца». Салама напал на Укашу и убил их обоих. Затем они вернулись к тем, кто шёл позади, и сообщили им. Уяйна ибн Хисн, который был с Тулайхой и оставил его командовать своей армией, был доволен и сказал: «Это победа». Халид ибн аль-Валид пришел с мусульманами , и они не испугались, пока не увидели Сабита ибн Акрама убитым и растоптанным лошадьми. Это было большим потрясением для мусульман, и они не ушли далеко, пока не растоптали Укашу и не убили его. Как описывает автор, люди были настолько тяжелы для лошадей, что те едва могли поднять копыта. Он сказал: Мухаммад ибн Омар рассказал нам: Абдул Малик ибн Сулейман рассказал мне со слов Дамры ибн Саида , со слов Абу Саламы ибн Абдель Рахмана , со слов Абу Вакыда аль-Лейси , которые сказали: Мы были авангардом, двести всадников, и Зайд ибн аль-Хаттаб командовал нами. Перед нами были Сабит бин Акрам и Укаша бин Мухсин. Когда мы проходили мимо них, нам стало плохо, а Халид и мусульмане все еще были позади нас. Мы остановились около них, пока Халид не подошёл на небольшом расстоянии и не приказал нам вырыть для них могилу и похоронить их вместе с их кровью и одеждой. Мы обнаружили ужасные раны на Укаше.

## Пословица
Есть общеизвестная пословица, Укаша тебя опередил в этом, она взята из слов Пророка. Когда он упомянул тех, кто войдет в Рай без всякого отчета, Укаша ибн Мухсин встал и сказал: «Проси Аллаха, чтобы Он сделал меня одним из них». Он сказал: Да! Затем встал ещё один человек и сказал то же самое, и Пророк Мухаммад, сказал: «Укаша опередил тебя». Хаммад бин Салама передал со слов Асима ибн Абу Наджуда, Зира бин Хубайша и Ибн Масуда, что Посланник Аллаха сказал: «В течение сезона мне были представлены народы, и мой народ оплакивал меня. Затем я увидел их и был поражен их многочисленностью, поскольку они заполнили равнины и горы». Затем он сказал: «О Мухаммад, ты доволен?» Я сказал: Да, Господи. Он сказал: «В дополнение к ним, у тебя есть семьдесят тысяч, которые войдут в Рай без отчёта. Это те, которые не ищут рукья (заклинания), не прижигают раны, не примечают предзнаменования и уповают на своего Господа». Укаша ибн Михсан сказал : «О Посланник Аллаха, помолись Аллаху, чтобы он сделал меня одним из них». Он сказал: «Ты один из них», и помолился за него. Другой человек встал и сказал: «О Посланник Аллаха, помолись Аллаху, чтобы он сделал меня одним из них». Он сказал: «Укаша опередил тебя в этом».